# АЭС Хамаока
АЭС Хамаока — атомная электростанция возле города Омаэдзаки на острове Хонсю, префектура Сидзуока. В городе находится центр по изучению атомной энергетики.
Атомная электростанция расположена вблизи города на берегу моря. Электростанция состоит из 5 энергоблоков. Введена в эксплуатацию 10 июля 1974 года.
6 мая 2011 года премьер-министр Наото Кан потребовал закрыть АЭС, поскольку, по оценкам, вероятность землетрясения магнитудой 8,0 или выше в этом районе составит 87% в течение следующих 30 лет. Наото Кан хотел избежать возможного повторения ядерной катастрофы на Фукусиме. 9 мая 2011 года электростанцию закрыли. 
Во время приостановки действия атомной электростанции на территории будут проводиться работы по защите станции от сильных землетрясений и цунами. После чего, возможно, станцию снова введут в эксплуатацию. Агентство по ядерной и промышленной безопасности Японии посоветовало оператору станции построить волнолом высотой 15 м, что поможет снизит угрозу для станции в случае цунами.
АЭС на неопределённый срок закрыта из-за небезопасных сейсмических условий. 
Проведя масштабные работы по защите энергоблоков Хамаока-3 и Хамаока-4 от землетрясений и цунами, Chubu Electric Power Co. подала заявку на возобновление их работы.

## Информация об энергоблоках
| Энергоблок       | Тип реакторов | Мощность | Мощность | Начало строительства | Энергетический пуск | Ввод в эксплуатацию | Закрытие                               |
| Энергоблок       | Тип реакторов | чистая   | брутто   | Начало строительства | Энергетический пуск | Ввод в эксплуатацию | Закрытие                               |
| ---------------- | ------------- | -------- | -------- | -------------------- | ------------------- | ------------------- | -------------------------------------- |
| Хамаока-1        | BWR-4         | 515 МВт  | 540 МВт  | 10.06.1971           | 13.08.1974          | 17.03.1976          | 30.01.2009                             |
| Хамаока-2        | BWR-4         | 806 МВт  | 840 МВт  | 14.06.1974           | 04.05.1978          | 29.11.1978          | 30.01.2009                             |
| Хамаока-3        | BWR-5         | 1056 МВт | 1100 МВт | 18.04.1983           | 20.01.1987          | 28.08.1987          | 9 мая 2011 года на неопределённый срок |
| Хамаока-4        | BWR-5         | 1092 МВт | 1137 МВт | 13.10.1989           | 27.01.1993          | 03.09.1993          | 9 мая 2011 года на неопределённый срок |
| Хамаока-5        | ABWR          | 1325 МВт | 1380 МВт | 12.07.2000           | 26.04.2004          | 18.01.2005          | 9 мая 2011 года на неопределённый срок |
| Хамаока-6 (план) | ABWR          | МВт      | 1400 МВт |                      |                     |                     |                                        |